# 1085-ös busz
Az 1085-ös jelzésű autóbuszvonal távolsági autóbuszjárat Budapest és Gyula között, Kecskemét, Szarvas, Békéscsaba érintésével, melyet a MÁV Személyszállítási Zrt. lát el.

## Közlekedése
Naponta egy járatpár szállítja az utasokat a két végállomás között, napi egy járatpár végállomása Békéscsaba, a többi négy járatpár végállomása Szarvas. Ez utóbbiakból az egyik járatpár csak a hetek első munkanapját megelőző napokon közlekedik. A gyulai buszok nem állnak meg Szarvas, Mezőgép megállóhelyen.
2023. június 17-étől munkaszüneti napok kivételével naponta közlekedik egy járat Szarvas és Budapest között, ami megáll Öcsöd, bölcsőde és Kapásfalu megállóhelyeken és nem közlekedik autópályán. 2024. augusztus 17-étől ez a járat Kecskemét és Budapest között, a többi járathoz hasonlóan, autópályán valamint naponta közlekedik.

## Megállóhelyei
| 1085 (Budapest – Kecskemét – Szarvas – Békéscsaba – Gyula) | 1085 (Budapest – Kecskemét – Szarvas – Békéscsaba – Gyula) | 1085 (Budapest – Kecskemét – Szarvas – Békéscsaba – Gyula) | 1085 (Budapest – Kecskemét – Szarvas – Békéscsaba – Gyula) | 1085 (Budapest – Kecskemét – Szarvas – Békéscsaba – Gyula) | 1085 (Budapest – Kecskemét – Szarvas – Békéscsaba – Gyula) | 1085 (Budapest – Kecskemét – Szarvas – Békéscsaba – Gyula) | 1085 (Budapest – Kecskemét – Szarvas – Békéscsaba – Gyula)        |
| sz.                                                        | sz.                                                        | Megállóhely                                                | sz.                                                        | sz.                                                        | sz.                                                        | Átszállási kapcsolatok | Fontosabb létesítmények                                           |
| ---------------------------------------------------------- | ---------------------------------------------------------- | ---------------------------------------------------------- | ---------------------------------------------------------- | ---------------------------------------------------------- | ---------------------------------------------------------- | --- | ----------------------------------------------------------------- |
| 0                                                          | 0                                                          | Budapest, Népliget autóbusz-pályaudvar végállomás          | 26                                                         | 25                                                         | 19                                                         | 1, 1A 83 254E 901, 914, 914A, 918, 950, 950A 607, 608, 616, 625, 626, 628, 629, 630, 631, 632, 633, 635, 636, 637, 650, 653, 654, 655, 656, 657, 660, 661, 679, 705 1080, 1087, 1090, 1092, 1094, 1110, 1111, 1113, 1115, 1120, 1121, 1123, 1125, 1130, 1131, 1134, 1136, 1172, 1173, 1174, 1175, 1176, 1177, 1183, 1184, 1185, 1188, 1194, 1204, 1205, 1212, 1215, 1216, 1229, 1251, 1253, 1254, 1257, 1268                                                                                 | Népliget autóbusz-pályaudvar Népliget Planetárium, Groupama Aréna |
| 1                                                          | 1                                                          | Kecskemét, Széchenyiváros                                  | 25                                                         | 24                                                         | 18                                                         | 616, 625 1080, 1081, 1087, 1090, 1092 5240, 5241, 5242, 5245 |                                                                   |
| 2                                                          | 2                                                          | Kecskemét, autóbusz-állomás                                | 24                                                         | 23                                                         | 17                                                         | 1, 1D, 2D, 2S, 7, 7C, 12D, 15, 19, 21, 21D, 22, 22A, 25, 32 550, 551, 553, 555, 616, 625 1080, 1081, 1087, 1090, 1092, 1348, 1362, 1376, 1499, 1524, 1528, 1529, 1547, 1566 4777, 5075, 5076, 5202, 5203, 5205, 5206, 5207, 5208, 5209, 5210, 5211, 5212, 5213, 5214, 5215, 5216, 5217, 5218, 5219, 5220, 5221, 5222, 5223, 5224, 5225, 5226, 5227, 5228, 5229, 5230, 5231, 5232, 5233, 5234, 5235, 5237, 5238, 5240, 5241, 5242, 5243, 5244, 5245, 5250, 5255, 5258, 5279, 5359, 5387, 5502 |                                                                   |
| 3                                                          | 3                                                          | Kecskemét, Aluljáró                                        | 23                                                         | 22                                                         | 16                                                         | 4, 4A, 4C, 12, 25 625 1087 4777, 5202, 5203, 5205, 5208, 5210, 5212, 5213, 5231, 5258 |                                                                   |
| 4                                                          | 4                                                          | Kecskemét, Repülőtér                                       | 22                                                         | 21                                                         | 15                                                         | 4, 4A, 4C 625 1081, 1087 4777, 5202, 5203, 5205, 5208, 5209, 5210, 5212, 5231, 5258 |                                                                   |
| 5                                                          | 5                                                          | Nyárlőrinc, bejárati út                                    | 21                                                         | 20                                                         | 14                                                         | 1087 4777, 5203, 5208, 5210, 5212 |                                                                   |
| ∫                                                          | ∫                                                          | Kapásfalu                                                  | ∫                                                          | ∫                                                          | 13                                                         | 4777, 5203, 5208, 5210, 5212 |                                                                   |
| 6                                                          | 6                                                          | Lakitelek, autóbusz-váróterem                              | 20                                                         | 19                                                         | 12                                                         | 1087 4777, 5203, 5208, 5210, 5212, 5252, 5253 |                                                                   |
| 7                                                          | 7                                                          | Tiszaug, községháza                                        | 19                                                         | 18                                                         | 11                                                         | 1087 4777, 4783, 5208, 5209, 5210 |                                                                   |
| 8                                                          | 8                                                          | Tiszaug, Holt-Tisza                                        | 18                                                         | 17                                                         | 10                                                         | 1087 4777, 5208 |                                                                   |
| 9                                                          | 9                                                          | Tiszakürt, községháza                                      | 17                                                         | 16                                                         | 9                                                          | 1087, 1518 4602, 4621, 4777, 4781, 5208, 5211 |                                                                   |
| 10                                                         | 10                                                         | Cserkeszőlő, posta                                         | 16                                                         | 15                                                         | 8                                                          | 1087, 1515, 1518 4602, 4621, 4777, 5208, 5211 |                                                                   |
| 11                                                         | 11                                                         | Cserkeszőlő, autóbusz-váróterem                            | 15                                                         | 14                                                         | 7                                                          | 1087, 1515, 1518 4602, 4621, 4777, 4781, 4785, 4786, 5208, 5211 |                                                                   |
| 12                                                         | 12                                                         | Kunszentmárton, autóbusz-állomás                           | 14                                                         | 13                                                         | 6                                                          | 1087, 1515, 1518 4602, 4621, 4623, 4776, 4777, 4781, 4782, 4783, 4785, 4786, 4855, 5122, 5208, 5209 |                                                                   |
| 13                                                         | 13                                                         | Kunszentmárton, vasútállomás                               | 13                                                         | 12                                                         | 5                                                          | 1087 4621, 4623, 4776, 4777, 4782, 4783, 4855, 5208, 5209 személyvonat |                                                                   |
| 14                                                         | 14                                                         | Öcsöd, autóbusz-váróterem                                  | 12                                                         | 11                                                         | 4                                                          | 1087 4623, 4776, 4782, 4855, 5208, 5209 |                                                                   |
| ∫                                                          | ∫                                                          | Öcsöd, bölcsőde                                            | ∫                                                          | ∫                                                          | 3                                                          | 4782, 4855, 5208, 5209 |                                                                   |
| 15                                                         | 15                                                         | Békésszentandrás, autóbusz-váróterem                       | 11                                                         | 10                                                         | 2                                                          | 1087 4855, 4985, 5208, 5209 |                                                                   |
| 16                                                         | 16                                                         | Szarvas, főiskola                                          | 10                                                         | 9                                                          | 1                                                          | 1087 4850, 4855, 4971, 4985, 5208 |                                                                   |
| 17                                                         | 17                                                         | Szarvas, autóbusz-állomás végállomás                       | 9                                                          | 8                                                          | 0                                                          | 1087, 1375, 1432, 1516 4850, 4855, 4971, 4975, 4976, 4980, 4985, 4990, 5120, 5208, 5209 |                                                                   |
| 18                                                         | 18                                                         | Szarvas, vasútállomás bejárati út                          | 8                                                          | 7                                                          |                                                            | 1087, 1432 4850, 4855, 4971, 4975, 4976, 4980, 4985, 4990, 5208 személyvonat |                                                                   |
| ∫                                                          | 19                                                         | Szarvas, Mezőgép                                           | ∫                                                          | 6                                                          |                                                            | 1375, 1432 4850, 4855, 4971, 4975, 4990, 5208 |                                                                   |
| 19                                                         | 20                                                         | Csabacsűd, felső vasúti megállóhely                        | 7                                                          | 5                                                          |                                                            | 4850, 4855, 5208 személyvonat |                                                                   |
| 20                                                         | 21                                                         | Kardos                                                     | 6                                                          | 4                                                          |                                                            | 4850, 4855, 5208 |                                                                   |
| 21                                                         | 22                                                         | Kondoros, autóbusz-váróterem                               | 5                                                          | 3                                                          |                                                            | 4850, 4855, 4935, 4994, 5208 |                                                                   |
| 22                                                         | 23                                                         | Kétsopronyi, elágazás                                      | 4                                                          | 2                                                          |                                                            | 4850, 4855, 5208 |                                                                   |
| 23                                                         | 24                                                         | Békéscsaba, VOLÁN telep                                    | 3                                                          | 1                                                          |                                                            | 1, 8, 8MJ, 74B 1374, 1441, 1486, 1499 4838, 4839, 4840, 4850, 4855, 5160, 5208 |                                                                   |
| 24                                                         | 25                                                         | Békéscsaba, autóbusz-állomás végállomás                    | 2                                                          | 0                                                          |                                                            | 1, 3, 5, 7, 7F, 8, 8A, 8MJ, 8V, 17V, 20, 74A, 74B 1346, 1374, 1440, 1441, 1486, 1499 4800, 4801, 4805, 4810, 4812, 4813, 4815, 4819, 4820, 4821, 4824, 4825, 4827, 4828, 4829, 4830, 4831, 4832, 4833, 4835, 4838, 4839, 4840, 4844, 4850, 4855, 4885, 4894, 5021, 5128, 5160, 5189, 5208 személyvonat, sebesvonat, nemzetközi gyorsvonat, IC, nemzetközi IC |                                                                   |
| 25                                                         |                                                            | Gyula, autóbusz-állomás                                    | 1                                                          |                                                            |                                                            | 4, 5 1373, 1440 4824, 4825, 4826, 4827, 4855, 4872, 4880, 4881, 4882, 4883, 4885, 4887, 4890, 4892, 4894, 4897, 5018, 5021, 5022, 5128, 5160, 5189, 5208 |                                                                   |
| 26                                                         |                                                            | Gyula, Várfürdő végállomás                                 | 0                                                          |                                                            |                                                            | 4, 5 4812, 4825, 4826, 4855, 4880, 4894, 5021, 5022, 5128, 5189, 5208 |                                                                   |